# Javasånghöna
Javasånghöna (Arborophila javanica) är en fågel i familjen fasanfåglar inom ordningen hönsfåglar.

## Utseende och läte
Javasånghönan är en praktfull liten rapphöneliknande fågel. Kännetecknande är skiffergrått på rygg och bröst, rostfärgad buk och bjärt ansiktsteckning i orange och svart. Sången består av en snabb och gradvis stigande serie, ibland utförd i duett, varvid partnern avger ett långsammare och mörkare "boo-goo, boo-goo, boo-goo".

## Utbredning och systematik
Javasånghöna förekommer i bergstrakter på Java och delas in i tre underarter med följande utbredning:
- Arborophila javanica javanica (inklusive bartelsi) – västra och centrala Java
- Arborophila javanica lawuana – östra centrala Java

## Levnadssätt
Javasånghönan hittas i bergsskogar, där den kan vara svår att få syn på i den snåriga och skuggade vegetationen. Liksom andra sånghöns födosöker den på marken i smågrupper.

## Status och hot
Arten har ett stort utbredningsområde, men tros minska i antal, dock inte tillräckligt kraftigt för att den ska betraktas som hotad. Internationella naturvårdsunionen IUCN listar därför arten som livskraftig (LC).